# 杜牧
杜牧（803年—852年），字牧之，號樊川居士，京兆府萬年縣人，晚唐士大夫與作家。杜牧出身名門望族，祖父是三朝宰相杜佑，25歲時進士及制舉及第，出任校書郎，先後加入沈傳師與牛僧孺的幕府，復受命為監察御史，先後在長安與洛陽任官。為了治療弟弟杜顗的眼疾，杜牧一度辭職，後來加入崔鄲幕下，復受召為史官。也許出於宰相李德裕的排擠，杜牧被外調出任州刺史，歷時共7年，終於在李德裕過世後，回朝出任員外郎及史官。在杜牧主動請求下，他在湖州出任了一年刺史，回朝後出任考功郎中兼知制誥，遷至中書舍人。
杜牧有《樊川文集》傳世，詩風飄逸豪放，雄姿英發，善寫七絕，形象風流倜儻，著名作品有《贈別》、《遣懷》、《清明》、《泊秦淮》，懷古詩有《過華清宮》、《題烏江亭》、《赤壁》等。杜牧名篇《阿房宮賦》諷刺朝廷大興土木，是後世文賦之先驅，部份散文有傳奇小說的風貌。政論方面，杜牧主張恢復府兵制，文人習兵並指揮軍事，撰有《孫子兵法》注。為別於杜甫，人稱杜牧為「小杜」；李商隱與杜牧同為晚唐著名詩人，後人亦仿李白、杜甫之合稱「李杜」，稱兩人為「小李杜」:819、821。

## 家世
杜牧出身名門望族，世代為官:32，有家學淵源，祖父杜佑是著名學者，撰有《通典》，講述歷史典章制度:187。803年，杜牧出生之年，祖父杜佑以淮南節度使回朝廷任宰相，直至812年去世為止，歷事德宗、順宗、憲宗三朝。杜牧父親杜從郁是杜佑第三子，通過門蔭特權進入仕途:254，擢升至駕部員外郎:11。杜牧是他的長子。杜佑過世幾年後，杜從郁亦逝世:254。杜牧堂兄杜悰選配唐憲宗女兒岐陽公主:12，是皇帝寵愛的女婿。杜牧弟弟杜顗於832年進士及第:254、276。

## 生平

### 少年及壯年
杜牧小時候家境富裕，喜歡到長安城平康里聽歌看舞:187。父親杜從郁逝世後，杜牧十餘歲時，家境變得貧困，多次搬遷，吃野菜，甚至夜晚睡覺無燭火；父親杜從郁亦官位不夠高，未能將門蔭特權傳給杜牧:254。約826年，杜牧二十剛出頭，便以《阿房宮賦》出名。828年，杜牧在洛陽進士及第。據說國子監博士吳武陵非常欣賞《阿房宮賦》，向主考官出示其文，成功勸說考官讓杜牧得第五名。同年五月，杜牧又通過唐文宗主持的制舉殿試，隨即出任弘文館校書郎:255-256，負責校對典籍，期間杜牧曾拜見淮西將軍董重質，請教當年淮西之亂之所以能對抗4年的戰略因由:58、49。同年秋天，杜家老朋友沈傳師受命為江西觀察使，府治在洪州:256，杜牧受辟為從事，隨沈傳師赴幕府:48，在洪州待了一年。次年829年，沈傳師調任宣歙觀察使，杜牧又隨往宣州，負責起草文件和奉命出使，期間常宴飲和遊賞美景。833年，杜牧奉沈傳師之命出使淮南府治揚州，新任淮南節度使是牛僧孺:256、259。因該年四月沈傳師遷吏部侍郎:271，杜牧便留在揚州牛僧孺幕下，先後擔任淮南節度府推官（法官）和掌書記。杜牧在揚州時經常夜出尋歡，據說牛僧孺曾派30小卒便服暗中跟蹤保護他，後來杜牧受到取笑，開始還想掩飾，於是牛僧孺拿出有關他行蹤的詳細密報:259、262。
835年春天，杜牧33歲，受任命為監察御史，離開揚州回到京師。同年七月，其知己好友李甘因公開反對當權的鄭注，被貶南方，杜牧也託詞請求換職，得朝廷允准:267，調任洛陽拜真監察御史，分司東都:238，因而避過了同年十一月京城的甘露之變。837年，杜牧弟弟杜顗在揚州失明，杜牧離職到長安延請名醫，一起到揚州給杜顗治病，兩兄弟住在禪智寺內。這時李德裕到揚州任官，杜牧到宣州新任觀察使崔鄲處謀職，於837年秋天帶著其弟到了宣州:267、276、278，出任宣州團練判官:238。838年末，杜牧獲授左補闕及史館修撰，次年初將其弟托付給在江州的堂兄，出發到京城。在任職左補闕期間，杜牧成功上訴，使李甘死後獲赦罪。840年，唐文宗去世後，杜牧擢升為膳部員外郎，名義上掌管宮廷的供給；841年，他改任比部員外郎:280、282-283。杜牧以員外郎出任史館修撰，郎官銜僅是秩階的本官，無實任，史館修撰更為要重。他任史官前後有四年之久，雖然帶著郎官銜，卻一直在史館任職:223-224。

### 中年及晚年
或出於宰相李德裕的排擠，842年春天杜牧被外調任黃州刺史。黃州狹小窮薄，杜牧對此職位很不滿意:283。任職期間，杜牧除去州中官吏和豪強的收稅陋習:377。844年秋天，杜牧調任池州。次年秋天詩人張祜從丹陽來訪。同年秋天唐武宗下詔滅佛，杜牧支持這種政策，監督摧毀池州寺院的工作。846年，杜牧被調到南方更遙遠貧窮的睦州:287、291。杜牧先後出任三州的刺史，前後共約七年，黃州、池州和睦州都是小州，戶口都不滿二萬:191，算是下州。刺史官階雖比員外郎高，月俸也比員外郎多，但他並不得意，心情鬱悶。此時李德裕秉政，杜牧沒有機會回朝。李德裕去世後，848年杜牧的故舊周墀升任宰相，薦拔杜牧為司勳員外郎:192。是年秋天，杜牧接到調回京城任司勳員外郎和史館修撰的消息:296，從刺史重入朝為員外郎，心情頗為得意愉快:192。他於849年初到達長安，這時已是著名詩人，吸引了年輕詩人李商隱的仰慕:296。

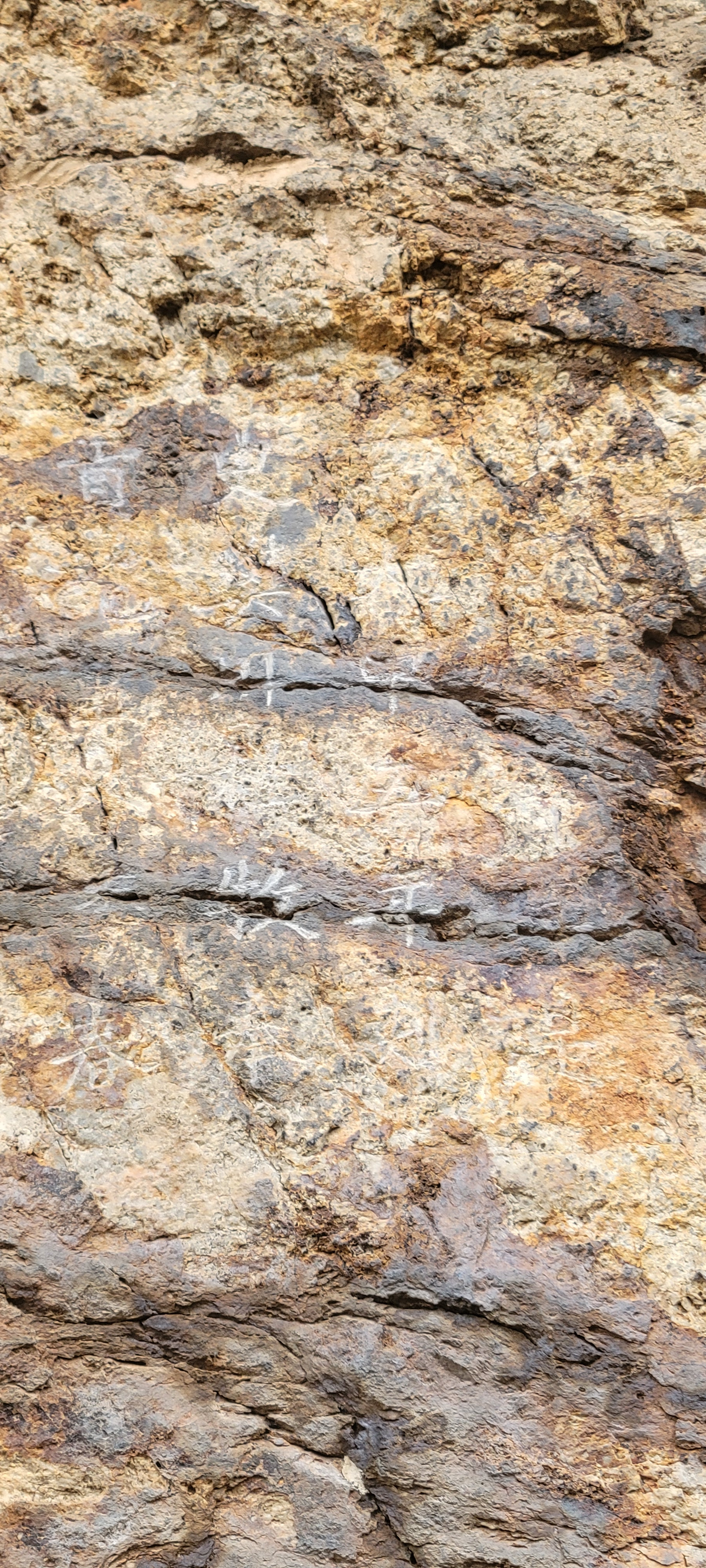
杜牧于湖州刺史任上在顾渚山最高堂留下的题名：后于□十年，是为大中五年，刺史樊川杜牧，奉贡讫事，□季春中休来，□题四七字：□□□□万木中，□□特地一枝红。□攀丛棘□□□，□□□香感细风（诗的部分已基本漫漶）。

杜牧入朝任郎官不到一年，849年他又自願求外放為刺史。杜牧自知自己為員外郎，還不夠資格任杭州刺史，但為了養家，貪求刺史俸錢多，還是硬著頭皮寫封給宰相求任杭州刺史:193、170。杭州是個大州，當時的宰相也已不是周墀。新任宰相沒有答應杜牧的請求，杜牧身為員外郎不夠資格。850年，杜牧從司勳員外郎擢升為吏部員外郎，這是最清望的郎官之一:193、181。這年杜牧又上書宰相，而且連上三啟，改求湖州刺史，情詞懇切，總算如願以償。杜牧請求外放的理由是，他在京師無產業，而且要照顧弟妹，生活困頓，刺史的俸錢比員外郎多，可以解決經濟問題。而湖州是個大州，戶口多達七萬。杜牧在湖州任刺史一年:193-194，積存了不少俸錢:355。851年弟弟杜顗去世，同年秋天，杜牧被召回京城任考功郎中兼知制誥:298，負責為皇帝撰寫各種制誥。這是他第二次從刺史入為郎官，生活變得富裕起來:194-195，用他在湖州當刺史約一年期間積存下來的俸錢，營建長安城南樊川別墅，常召親友前去遊賞:275。852年，杜牧遷中書舍人:298，因沒有攀升到更高一層的侍郎，有些鬱悶不樂:371。同年冬杜牧病倒，為自己寫下墓志銘，並選編希望收入《樊川文集》的作品。同年底杜牧去世，傳世的《樊川文集》由外甥裴延翰整理:298。

## 文坛交往
杜牧生平很佩服韩愈、柳宗元，曾写诗“李杜泛浩浩，韩柳摩苍苍。近者四君子，与古争强梁。”。虽然不知道杜牧是否与他们有过交往，但是杜牧的古文和长篇五言古诗明显受韩愈的影响。
此外，杜牧对李贺的诗也非常赞赏。而白居易虽然诗名很盛，但是杜牧与他并无往来，在诗歌创作上不仅未受到白居易影响，而且还对他持有一些不同的意见。
杜牧与李商隐虽然被后人称之为“小李杜”，但是二人的交往有记载的只有一次。大中三年，与杜牧同在长安做官的李商隐写过两首诗给杜牧，而且表达了对杜牧的赞赏之情，诗中说：“刻意伤春复伤别，人间惟有杜司勋。”。但是杜牧回赠李商隐的诗却找不到，可能没有作，也可能已经亡佚。

## 文學

### 詩歌

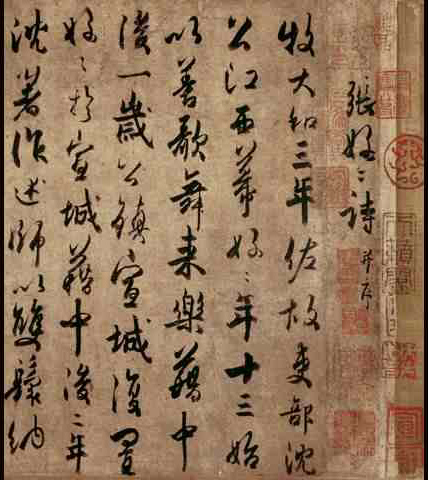
杜牧手跡《張好好詩》局部

杜牧的詩歌風格飄逸豪放，雄姿英發，前期比較意氣風發，後期增添了深沉蘊藉:49，善寫七言絕句，詩風輕鬆自然，沒有造作痕跡:191，自稱寫詩很下工夫，會燒掉不完美的詩篇:253。杜牧的七言絕句善寫盛衰感慨，如《赤壁》、《泊秦淮》，十分著名而流行:191。杜牧與好友許渾詩風相近，詩作有不少倣效許渾之處:33。詩篇中杜牧形象風流，多情浪漫又傷感瀟灑。離開揚州前他寫了兩首《贈別》，描寫與一位歌伎的離別，表現出風流形象:262、265。《贈別其一》：「娉娉嫋嫋十三餘，荳蔻梢頭二月初。春風十里揚州路，卷上珠簾總不如。」第二句比喻恰當出色，詩篇後半作比較，顯得贈別的佳人冠絕群芳，虛實間互相呼應:33、35。《贈別其二》「多情卻似總無情，惟覺樽前笑不成」，詩人在離別的酒杯前，想要強顏歡笑，但卻無能為力，兩句一起一承，十分緊密:41。《遣懷》：「落魄江南載酒行，楚腰腸斷掌中輕。十年一覺揚州夢，贏得青樓薄倖名。」詩句引用了楚王好細腰，以及漢代趙飛燕身體極輕，可以掌上跳舞兩個典故，描述女子因詩人的薄倖而傷心腸斷:281。
杜牧詩句所描繪的景象意境開闊，氣勢磅礡，有俊朗挺拔的眼界胸襟:48。《清明》：「清明時節雨紛紛，路上行人欲斷魂。借問酒家何處有，牧童遙指杏花村。」詩篇善於醞釀氣氛，前半首寫清明時節悲傷的氣氛，後半首則寫慰藉；「問」和「遙指」的動作使詩句活潑起來，趕走先前悲傷的氣氛:28-29。《泊秦淮》：「煙籠寒水月籠沙，夜泊秦淮近酒家。商女不知亡國恨，隔江猶唱後庭花。」此詩結構完美，第一句景象淒寒，對比河的那邊商女處的喧鬧:34-35。詩人的心態是理智的、憂國傷時的，而商女則是不知不覺，沉迷聲色之娛的，詩篇對比強烈，富震撼力:72。《後庭花》是陳後主所作享樂之歌，對隔江而聽的詩人來說卻是亡國的記憶，甚至是不祥跡象:264，寄意朝廷中人如果都耽溺砍舞，國家就危險了:193。《泊秦淮》從側面諷刺只顧放浪酒色、不理天下興亡的君臣權貴，重申荒淫喪國的歷史教訓:36。杜牧也寫過一些田園詩，如《商山麻澗》、《渭川田家》、《村行》等:299-300、302-303；為宮女申訴的宮怨詩，則有《吳宮詞》、《青塚》及《長安夜月》:37。
杜牧的詠史詩和懷古詩特別喜歡用絕句體，呈現出深刻的歷史感，抒發對國家蒼生的關心及借古鑑今的情思，能領悟歷史過程中偶然和不測的一面，顯示出歷史在自然宇宙中的短暫、渺小和微茫:35、31。《過華清宮絕句其一》：「長安回望繡成堆，山頂千門次第開。一騎紅塵妃子笑，無人知是荔枝來。」詩歌諷刺唐玄宗晚年昏聵荒淫，不顧民生，只因楊貴妃對荔枝的私好，惹得塵土飛滾，人疲馬憊，用詞飛揚爽朗而含蓄婉轉，兼具剛柔之美:36。《金谷園》描寫落花飄零、墮樓而死的綠珠，在石崇和孫秀的政治鬥爭中成為遭人擺弄、不由自主的犧牲品，「繁華事散逐香塵，流水無情草自春」，使人感到自然無情而冷酷:37、44。《題烏江亭》：「勝敗兵家事不期，包羞忍恥是男兒。江東子弟多才俊，捲土重來未可知。」運用假設歷史的創新手法，指出項羽應敗而不頹，再接再勵，抒發忍辱負重、能屈能伸、積極進取的不屈意志，表達對不幸失敗之英雄的同情，格調雄健爽朗，言帶議論而意含哲理:38-39。
懷古詩《赤壁》：「折戟沉沙鐵未銷，自將磨洗認前朝。東風不與周郎便，銅雀春深鎖二喬。」詩篇由遺物起興，引發暇思:39，頭二句都是實寫直述，到第三句轉成虛擬語法，巧妙地引出詩人對歷史事件的看法:27。詩人想到反事實的虛擬，假如曹操征服了孫吳，二喬姐妹將為曹操所得，被禁錮於銅雀台，詩風直接簡樸:286-287，以二喬為國家命運的象徵，帶出自然天運的不定性和偶然性:40。《江南春絕句》：「千里鶯啼綠映紅，水村山郭酒旗風。南朝四百八十寺，多少樓台煙雨中。」詩人看到村臨水，郭依山，酒旗迎風拂動，人民遵循自然生活的景象；而寺廟樓台和它們所包含的南朝歷史，卻慢慢模糊湮沒，籠罩於一幕迷茫的烟雨之中，格調含蓄蕴藉，文意婉曲:46-47。

### 散文及辭賦
杜牧散文的風貌接近於唐傳奇，常有小說式的描寫，記敘了人世間帶有傳奇色彩的逸事，如《上宰相求湖州第二啟》、《唐故范陽盧秀才墓志》:253-254、《李賀集序》。《李賀集序》筆墨細膩傳神，生動記敘了沈子明託請杜牧為李賀詩集作序一事，妙到毫顛，曲折有致:261-262。《上宰相求湖州第二啟》描寫其弟杜顗之病及治療經過，客觀細緻，以人物語言串連故事，使行文轉折多變，映帶生姿，寄寓深厚的手足之情:264、262。杜牧《自撰墓銘》描寫不斷出現的死亡預兆，佔全文主要篇幅，戰戰兢兢地流露害怕死亡的心聲，風格特異:148-149。杜牧在黃州當刺史時，州內發生旱災，杜牧照慣例以刺史身份，向城隍神祈雨，寫了擲地有聲的《祭城隍神祈雨文第二文》，透露了黃州地區種種苛稅的惡習和根源。祭文一般都是高度公化的文字，無甚新意，但杜牧此篇卻屬奇文，細節豐富，讓讀者見識到黃州的苛稅雜目，和他屬下吏員作威作福，欺壓百姓:376-377。杜牧在《唐故處州刺史李君墓志銘》，寫他的朋友李方玄到池州當刺史，生動刻畫了刺史負責稅賦徭役的實際操作內容，在正史列傳中並不多見:377-378。
杜牧《阿房宮賦》用押韻自由的散文，描寫了秦始皇窮奢極侈的阿房宮，預示秦朝的速亡:395，斥責秦始皇不念蒼生，提醒後世君主須善於吸取教訓，才不致重蹈覆轍，為害萬民:35。「秦人不暇自哀，而後人哀之；後人哀之而不鑑之，亦使後人而復哀後人也。」結語有批評唐敬宗好興土木之意，其諷刺手法受到白居易、元稹「新樂府」的影響:255。

## 思想
杜牧有政治理想，喜歡讀兵書，想要做一番事業:188，作品表現出經世安邦的胸襟和抱負，思考「治亂興亡之跡」:32。針對朝中主政者對武將有所猜忌，杜牧強調「出將入相」傳統有助於國家安定。他把唐朝前者的長期承平，歸功於以朝中卿相統兵。朝中高官統兵出征後，即返朝任職，不會久任於一地一職，故邊將權勢不致坐大，後來唐玄宗改變這種制度，導致兵權失控，發生安史之亂。杜牧提倡恢復出將入相的傳統，意義在於中央能有效控制軍隊，維持政治秩序:239-240。杜牧又批評文武分途的情況，提倡士人習兵，對軍務興趣濃厚，認為軍隊的決策和指揮之權，必須由士大夫所掌握，武人只是奉命執行戰鬥，而國家發展的成敗，就在於士大夫是否有能力來處理軍旅之事:248。杜牧批評當時的武將既無學識也不知禮義，全憑賄賂取得權勢，一旦大權在握，則破壞法紀、擅權跋扈。為求扭轉武官擅權的亂局，杜牧呼籲恢復府兵制，又倡議士大夫習兵。他曾研讀古兵書十餘家，認為《孫子兵法》一書最值得效法，乃為此書作注，認為研讀兵書足以掌握軍事運作的原則，至於實際作戰的細節則可交由武將決定:249-250。
宗教方面，杜牧排斥佛教，《杭州新造南亭子記》一文力斥佛教宣揚「地獄罪福」的謬說，抨擊佛教藉本身的特殊社會地位長期為天下寄生，加重人民負擔；更揭破工商官吏詐掠搜刮又迷信佞佛，企圖「買福賣罪」的鄙妄心態:46。

## 評價
清人沈德潛讚賞杜牧詩有神韻，「遠韻遠神」；賀貽孫讚賞杜牧詩含蓄動人，「風華蘊藉，增人百感」:51；趙翼則批評杜牧太喜歡為古人翻案：「杜牧之作詩，恐流于平弱，故措詞必拗峭，立意必奇闢，多作翻案語，無一平正者。」:40洪亮吉認為杜牧兼長詩歌與古文：「有唐一代，詩文兼善者，惟韓、柳、小杜三家。」:114近人繆鉞讚賞杜牧豪放曠達的胸襟：「杜牧詩風格的特點所以能成為『雄姿英發』，就是因為他……積極有為，雖然有時憂傷抑鬱，但是又能以豪放曠達出之。」:49

## 影響
杜牧在揚州的浪漫故事，成為歷史上有名的典故，後人寫到少年狂放浪漫的生活，往往用揚州杜牧的典故。南宋姜夔作詞《揚州慢》，整首詞都用杜牧的典故:191。杜牧《贈別其一》「春風十里揚州路」，「春風十里」從此成為與揚州相連的短語:265-266。杜牧的故事又成為元曲的主題，如元代喬孟符雜劇《杜牧之詩酒揚州夢》:253、275。杜牧代表了揚州城浪漫的風格，為明清揚州文人所崇拜和標榜，倣效杜牧尋歡作樂:12-13。杜牧善用七言絕句寫詠史詩，此後七絕幾乎成為詠史專體。蘇軾古體詩《荔枝嘆》批評唐玄宗，意旨上承杜牧詩《過華清宮絕句其一》:50、36。《阿房宮賦》用押韻自由的散文，創造了新形式的辭賦，成為北宋時流行的「文賦」的先驅:395。